# Stora Harrsjön
Stora Harrsjön är en sjö i Älvdalens kommun i Dalarna och ingår i Dalälvens huvudavrinningsområde. Sjön har en area på 0,766 kvadratkilometer och ligger 901,2 meter över havet. Sjön avvattnas av vattendraget Fulubågan. Vid provfiske har harr, lake, röding och öring fångats i sjön.

## Delavrinningsområde
Stora Harrsjön ingår i det delavrinningsområde (683600-133261) som SMHI kallar för Utloppet av Stora Harrsjön. Medelhöjden är 920 meter över havet och ytan är 5,23 kvadratkilometer. Det finns inga avrinningsområden uppströms utan avrinningsområdet är högsta punkten. Fulubågan som avvattnar avrinningsområdet har biflödesordning 4, vilket innebär att vattnet flödar genom totalt 4 vattendrag innan det når havet efter 552 kilometer. Avrinningsområdet består mestadels av sankmarker (11 procent) och kalfjäll (74 procent). Avrinningsområdet har 0,76 kvadratkilometer vattenytor vilket ger det en sjöprocent på 14,5 procent.